# Kannibalisatie
Kannibalisatie wordt in meerdere betekenissen gebruikt:
- marketing
- techniek
- informatietechnologie

## Marketing
Kannibalisatie is het fenomeen in marketing waarbij de introductie van een nieuw product ten koste gaat van het al bestaande productassortiment. De term is een verbasterd gebruik van het Engelse cannibalisation en afgeleid van kannibalisme.
Van eerstegraads kannibalisatie wordt gesproken als het nieuwe product omzet realiseert ten koste van een andere reeds bestaande variant van hetzelfde merk. Een voorbeeld hiervan is als Vanilla Coke omzet realiseert ten koste van Coca-Cola light/Zero.
Van tweedegraads kannibalisatie is sprake indien de omzet gerealiseerd wordt ten koste van een ander merk dat eveneens deel uitmaakt van de merkportfolio van dezelfde onderneming. Hiervan is sprake als Vanilla Coke omzet realiseert ten koste van Fanta, een ander merk frisdrank dat ook door het concern Coca-Cola geproduceerd wordt.

## Techniek

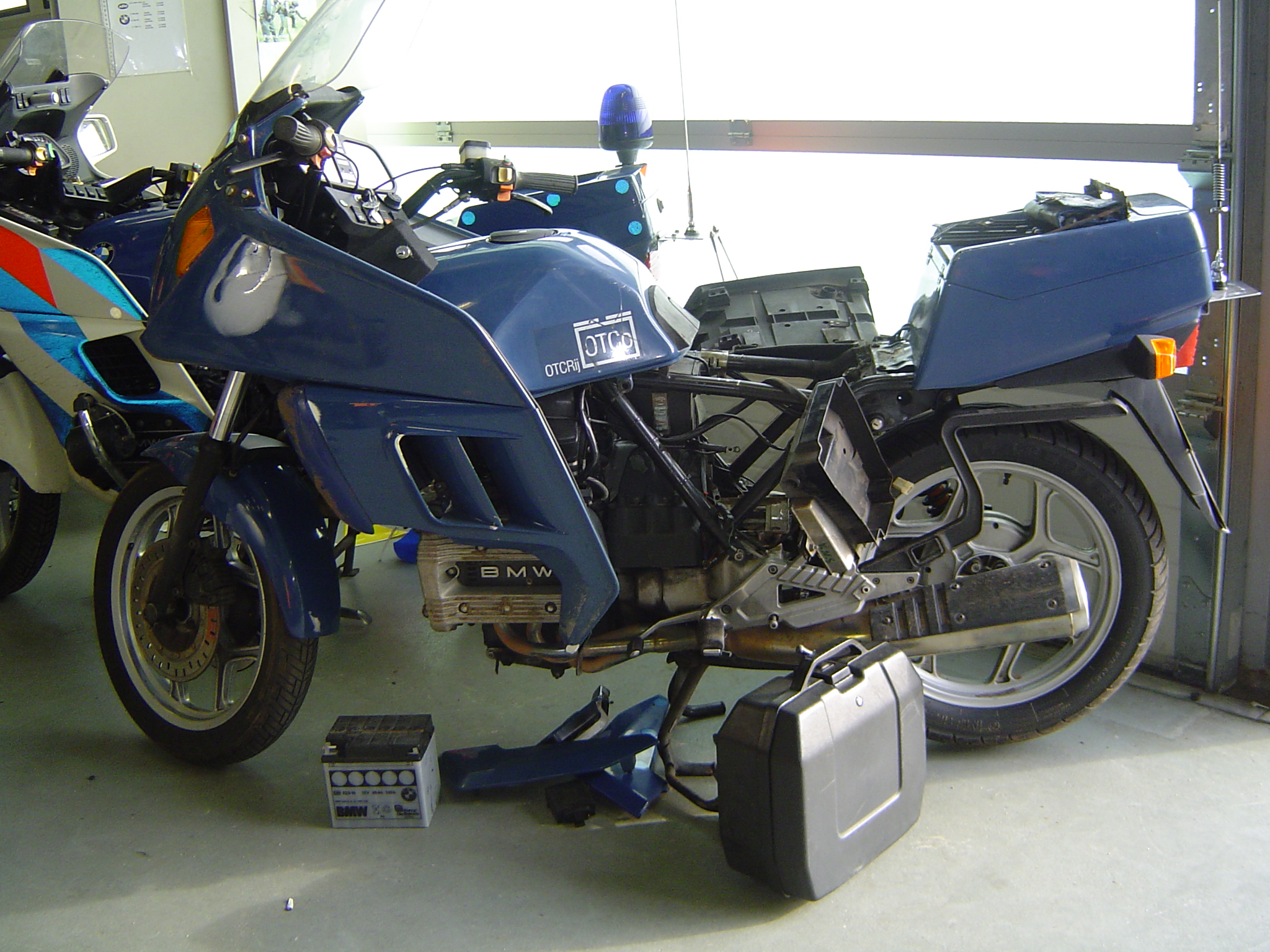
Kannibalisatie van een afgekeurde motorfiets

Van apparatuur die niet meer leverbaar is blijven meerdere apparaten naast elkaar in bedrijf. Als op zeker moment een van de apparaten niet meer functioneert worden onderdelen ervan gebruikt om de overige apparaten in bedrijf te houden.

## Informatietechnologie
Hier wordt soms de term data-kannibalisatie gebruikt. Daar is sprake van als nieuwe applicaties, vaak door gebruikers zelf gebouwd of ontwikkeld, er voor zorgen dat data niet meer in het centrale systeem wordt opgeslagen, maar alleen in het nieuwe systeem. 